# Diecezja Humaitá
Diecezja Humaitá (łac. Dioecesis Humaitanensis; port. Diocese de Humaitá) – jedna z 214 diecezji obrządku łacińskiego w Kościele katolickim w Brazylii w stanie Amazonas ze stolicą w Humaitá. Erygowana 26 czerwca 1961 konstytucją apostolską Fertile Evangelii przez Jana XXIII jako prałatura terytorialna. Ustanowiona diecezją 16 października 1979 bullą papieską przez Jana Pawła II. Biskupstwo jest sufraganią archidiecezji Porto Velho oraz należy do regionu kościelnego Norte 1.

## Biskupi
- Biskup diecezjalny: bp Antônio Fontinele de Melo (od 2020)
- Biskup senior: bp Franz Josef Meinrad Merkel CSSp (od 2020)